# Burg Lauda
Die Burg Lauda ist eine abgegangene mittelalterliche Burg in Lauda, einem Stadtteil der Doppelstadt Lauda-Königshofen im Main-Tauber-Kreis in Baden-Württemberg.

## Geschichte
Die genaue Entstehungszeit der Burg Lauda ist unbekannt. Die Burg Lauda war möglicherweise älter als die ebenfalls abgegangene Burg Oberlauda. Die älteste erhaltene urkundliche Erwähnung von Lauda stammt aus dem Jahr 1150. Damals war Lauda Eigentum der auf der Burg ansässigen Edelherren von Luden (d. i. Lauda).